# Lažany (Černošín)
Lažany (německy Losau) jsou vesnice, část města Černošín v okrese Tachov v Plzeňském kraji. Nachází se asi dva kilometry jižně od Černošína. Lažany leží v katastrálním území Lažany u Černošína o rozloze 5,71 km².

## Historie
První písemná zmínka o vesnici pochází z roku 1379.

## Obyvatelstvo
| Rok            | 1869 | 1880 | 1890 | 1900 | 1910 | 1921 | 1930 | 1950 | 1961 | 1970 | 1980 | 1991 | 2001 | 2011 | 2021 |
| -------------- | ---- | ---- | ---- | ---- | ---- | ---- | ---- | ---- | ---- | ---- | ---- | ---- | ---- | ---- | ---- |
| Počet obyvatel | 206  | 203  | 226  | 231  | 204  | 202  | 175  | 85   | 82   | 81   | 45   | 15   | 8    | 19   | 10   |
| Počet domů     | 31   | 32   | 33   | 33   | 35   | 32   | 34   | 30   | 16   | 15   | 12   | 10   | 9    | 10   | 9    |

## Obecní správa
Při sčítání lidu v letech 1850–1963 Lažany byly samostatnou obcí v okrese Stříbro. Od roku 1964 jsou částí města Černošín v okrese Tachov.

## Pamětihodnosti
Severozápadně od vesnice se nachází přírodní rezervace Pod Volfštejnem.

## Další fotografie

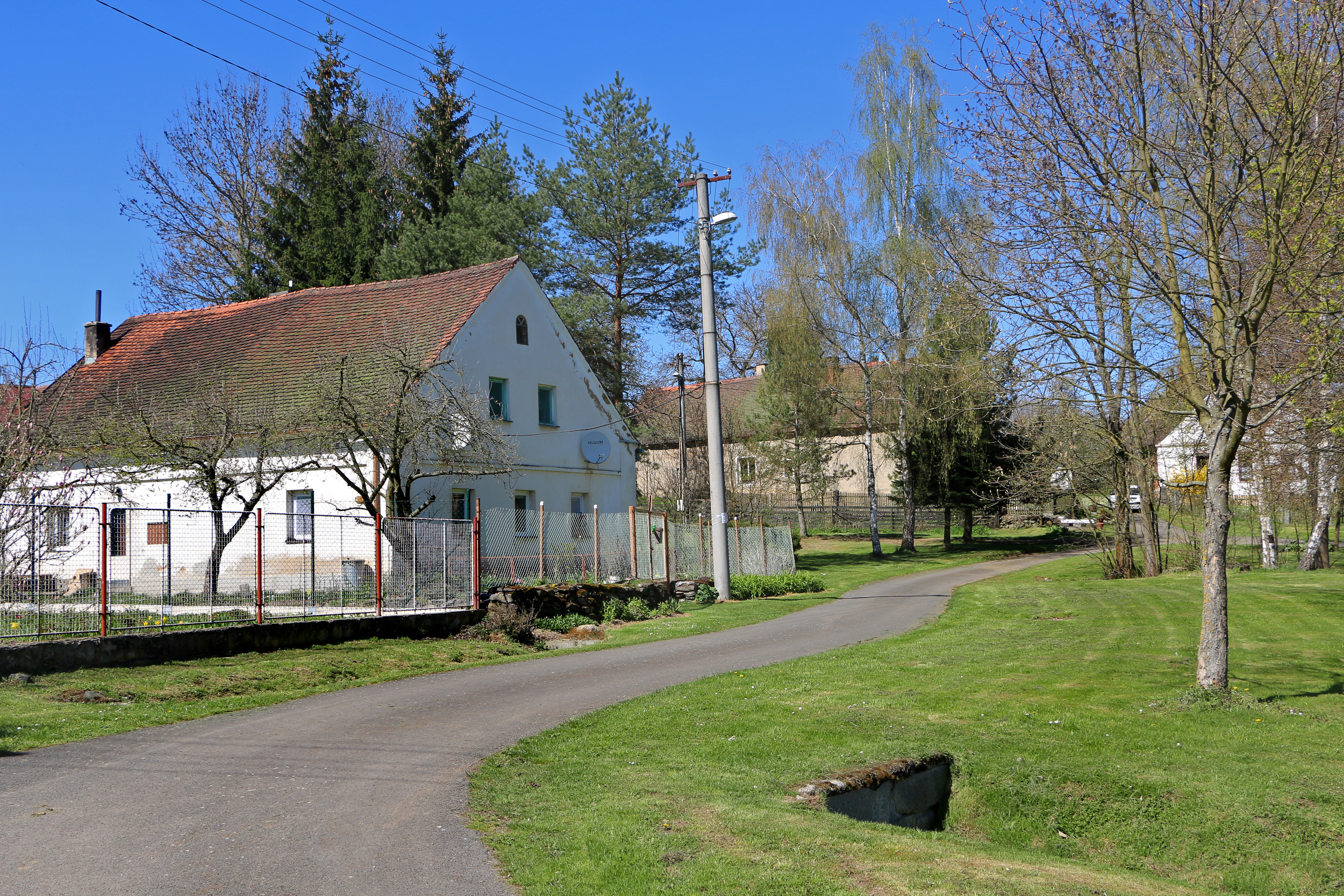
Domky na návsi
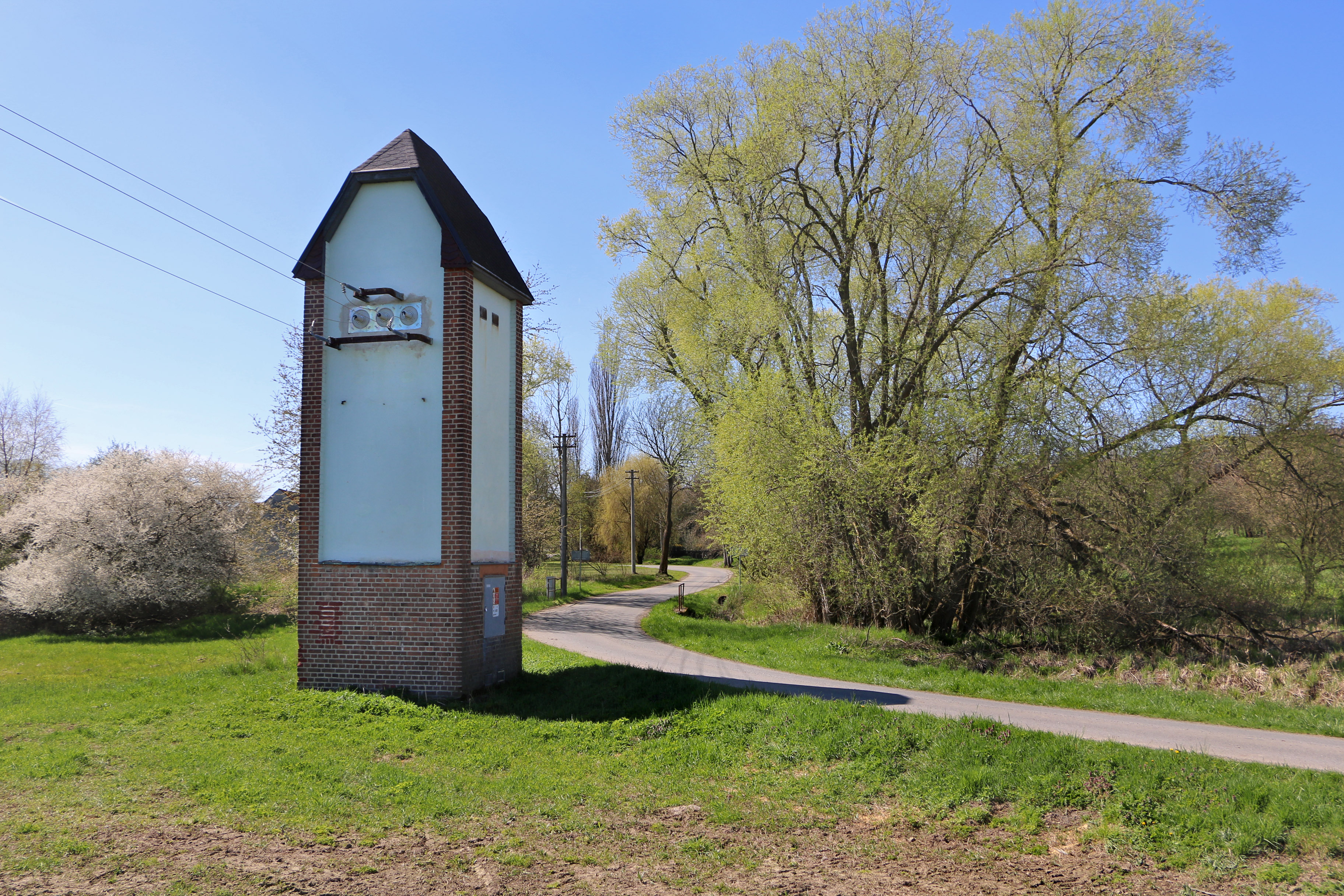
Transformátor u příjezdu
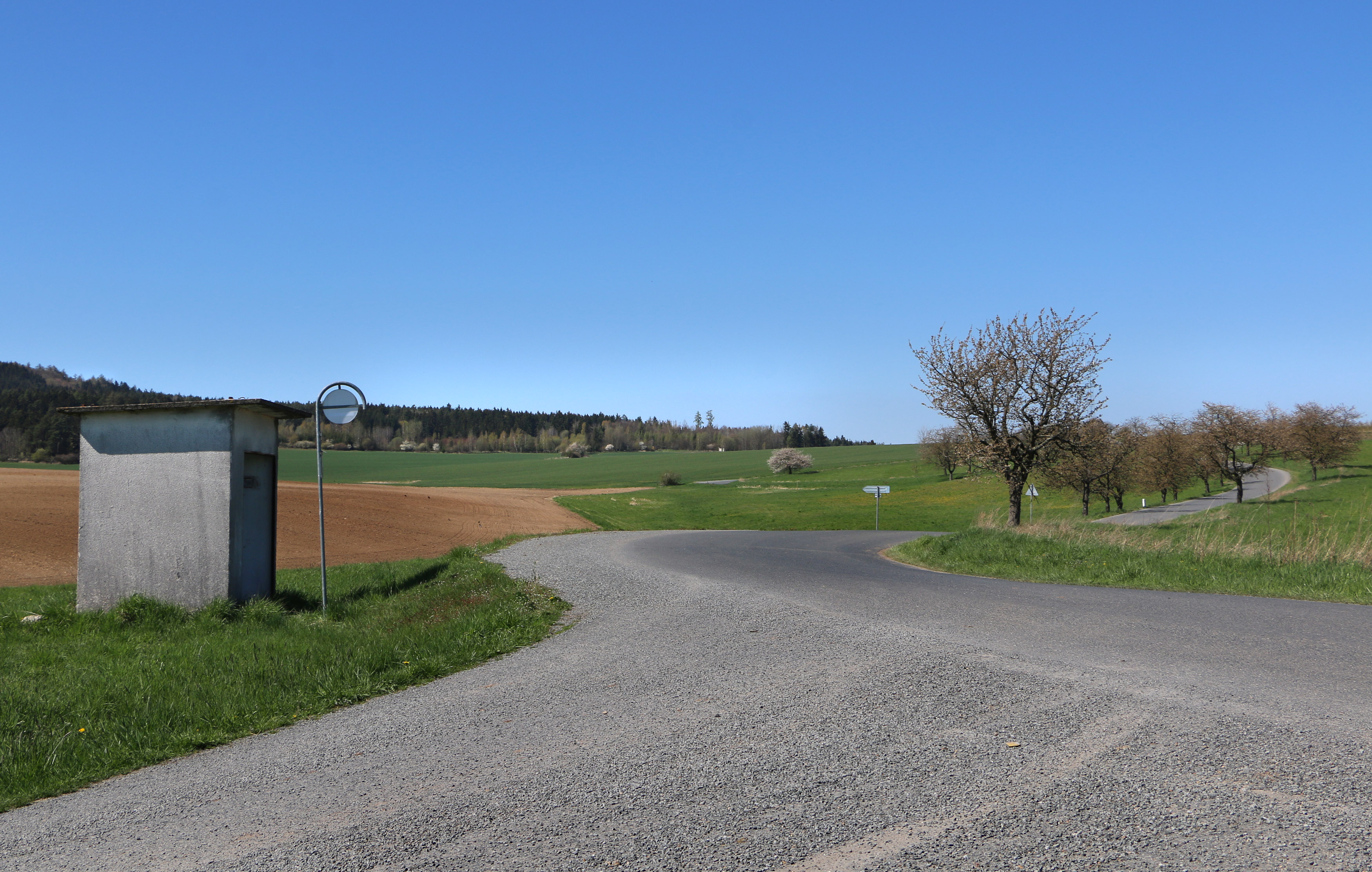
Zastávka u vesnice